# 新彼得里夫卡 (普里維利涅市鎮)
47°20′57″N 32°11′55″E / 47.34917°N 32.19861°E
新彼得里夫卡（烏克蘭語：Новопетрівка）是位於烏克蘭南部的村莊，由尼古拉耶夫州巴什坦卡區的普里維利涅市鎮負責管轄。該村始建於1815年，面積0.533平方公里，海拔高度13米，2001年人口314，人口密度每平方公里589.12人。